# Günter Dreibrodt
Günter Dreibrodt, född den 26 juli 1951 i Rosslau, Östtyskland, är en tidigare östtysk handbollsspelare.
Han tog OS-guld i herrarnas turnering i samband med de olympiska handbollstävlingarna 1980 i Moskva.